# Timaios (Astrologe)
Timaios (altgriechisch Τίμαιος, lateinisch Timæus) war ein früher hellenistischer Astrologe. Er soll besondere Orte im Horoskop bestimmt haben, namentlich die Spitzen der sieben wichtigsten Häuser.
In einer chronologischen Aufstellung des Anonymus von 379 erscheint er nach Petosiris und Nechepso und vor Ascletario (gestorben 96). Vettius Valens nennt ihn unmittelbar auf Kritodemos folgend, der dem 1. Jahrhundert zugerechnet wird, und zitiert Über Eltern aus den <Schriften> des Timaios (Περὶ γονέων ἐκ τῶν Τιµαίου). Plinius der Ältere erwähnt Timaios im Zusammenhang mit einer astrologischen Erklärung der Nilschwelle, dass nämlich die große Kraft der Sonne zur Sommersonnenwende das Wasser anziehe, und dem „Gifthauch“ des Tierkreiszeichens Skorpion, der bewirkt, dass die Blätter von den Bäumen fallen, wenn die Sonne in dieses Zeichen tritt.
Albumasar zitiert eine weitere Schrift Über entlaufene Sklaven und Diebe von Timaios Praxidos 
(Τιµαίου Πραξίδου περὶ δραπετῶν καὶ κλεπτῶν). Im byzantinischen Lexikon Suda werden dem Timaios von Lokroi, also dem Dialogpartner des Sokrates in Platons Timaios, mathematische (das heißt hier: astrologische) Werke zugeschrieben. Brennan hält es für möglich, dass die astrologischen Schriften des Timaios allgemein dem Timaios von Lokri zugeschriebene Pseudepigraphien sind, und verweist in diesem Zusammenhang auf eine andere, vermutlich um die Zeitenwende verfasste Pseudepigraphie Über die Natur der Welt und der Seele.